# Andora na Zimowych Igrzyskach Olimpijskich 1980
Andorę na Zimowych Igrzyskach Olimpijskich 1980 reprezentowało 3 zawodników. Był to drugi start Andory na zimowych igrzyskach olimpijskich.

## Reprezentanci

### Narciarstwo alpejskie

#### Mężczyźni
- zjazd :

- - Carlos Font (35 m.)
  - Miguel Font (39 m.)
  - Patrick Toussaint (nie ukończył)

- gigant slalom :

- - Carlos Font (42 m. m.)
  - Miguel Font (nie ukończył)
  - Patrick Toussaint (45 m.)

- slalom :

- - Carlos Font (30 m.)
  - Miguel Font (nie ukończył)
  - Patrick Toussaint (nie ukończył)